# 3705-ös mellékút (Magyarország)
A 3705-ös számú mellékút egy majdnem 22 kilométeres hosszúságú, négy számjegyű mellékút Borsod-Abaúj-Zemplén vármegyében, a Zempléni-hegységben. A hegység főtömegén teljesen keresztülhúzódó, a Bodrog völgyét a Hernád térségével összekötő, mindössze három magyarországi közút egyike (a 3716-os és a 3719-es út mellett).

## Nyomvonala
A 39-es főútból ágazik ki, annak a 8+300-as kilométerszelvénye közelében, Abaújkér központjában, kelet felé; ugyanott indul északi irányban a 3713-as út is, Gönc és az abaúji térség más, északabbi fekvésű települései felé. Aranyosi utca néven húzódik a település keleti széléig – amit nagyjából 1,3 kilométer után ér el – és már az első métereit követően délebbi irányt vesz. 2,4 kilométer után keresztezi a 3714-es utat, mely ott a 8+200-as kilométerszelvénye közelében jár; majd újra keletnek fordul. Kicsivel ezután eléri Aranyospuszta legészakibb házait, majd ki is ágazik belőle dél felé egy bekötőút, mely a községrészbe vezet.
Ettől az elágazástól az út egy darabig Abaújkér és Abaújalpár határvonalát követi, de utóbbi község lakott helyeit nemigen érinti, leszámítva az inkább turisztikai céllal kialakított Völgykapu településrészt, melynek épületei között a negyedik kilométere táján halad el. Ezt követően mintegy négy kilométeren át Abaújalpár és Abaújszántó határvonalát kíséri – végig lakatlan külterületek közt –, a nyolcadik kilométerét elhagyva pedig szinte egyszerre éri el a legutóbbi két település és Sima hármashatárát, valamint a 37 116-os számú mellékút elágazását, mely Sima központján át Baskóig vezet.
A baskói elágazástól az út nagyjából délkelet felé folytatódik egy patakvölgyben, többé-kevésbé Sima és Abaújszántó határát követve, s már majdnem a tizedik kilométerénél jár, amikor átlép Erdőbénye határai közé. Sokáig ott is külterületek közt jár, a belterület nyugati szélét csak 14,4 kilométer után éri el. Mátyás király utca néven húzódik a központ északi részéig, ott – kevéssel a 15. kilométere előtt – délnek fordul és Kossuth Lajos utca lesz a neve, illetve ugyanott kiágazik belőle kelet felé a Tolcsvára vezető 3717-es út. Erdőbénye déli községrészében Bethlen Gábor utca a neve, így is lép ki a belterületről, körülbelül 16,4 kilométer teljesítését követően.
19,5 kilométer után lép át Olaszliszka határai közé, de lakott helyeket e településen nemigen érint – viszont itt keresztezi, 21,4 kilométer megtétele után a 37-es főutat, annak a 46+600-as kilométerszelvényénél. Körülbelül 300 méterrel ezután éri el Szegilong határát és egyúttal ezen község belterületének északnyugati szélét is. Nem sokkal arrébb pedig véget is ér, beletorkollva a 3801-es útba, annak a 6+700-as kilométerszelvénye közelében, Szegilong lakott területének északi részén.
Teljes hossza, az országos közutak térképes nyilvántartását szolgáló kira.kozut.hu adatbázisa szerint 21,913 kilométer.

## Települések az út mentén
- Abaújkér
- (Abaújalpár)
- (Abaújszántó)
- (Sima)
- Erdőbénye
- (Olaszliszka)
- Szegilong

## Története
A Kartográfiai Vállalat 1990-es kiadású Magyarország autóatlasza a teljes szakaszát kiépített, s a burkolatminőségét tekintve – egy rövid szakasz kivételével – portalanított útként tünteti fel.